# The Silent Passenger
The Silent Passenger é um filme de mistério britânico, dirigido por Reginald Denham e lançado em 1935.